# Spialia asterodia
The Star Sandman (Spialia asterodia) là một loài bướm ngày thuộc họ Hesperiidae. Nó được tìm thấy ở Nam Phi from miền tây Cape to phần phía nam của the phía bắc Cape và across the phía đông Cape to Lesotho, the Orange Free State, Swaziland, miền tây KwaZulu-Natal, Mpumalanga, the Limpopo Province, miền đông North West Province và Gauteng.
Sải cánh dài 21–26 mm đối với con đực và 26–29 mm đối với con cái. Con trưởng thành bay từ tháng 8 đến tháng 3 with peaks in midsummer. There are several generations per year.
Ấu trùng ăn Hermannia diffusa, Hermannia incana, Pavonia burchelli và Hebiscus species.